# Amaury Bernier
Pour les articles homonymes, voir Bernier.
Amaury Laurent Bernier, né à Melun le 17 novembre 1980, est un compositeur français autodidacte de musique de film.

## Biographie
Né et élevé en région parisienne, Amaury Laurent a déménagé dans le sud de la France, à Libourne, à l'âge de 10 ans, où il a commencé à découvrir la musique et à jouer de différents instruments. Après des études de lettres modernes à Bordeaux, Amaury a passé des années à écrire, arranger et produire pour différents artistes en tant que multi-instrumentiste et producteur, afin d'apprendre les techniques d'enregistrement[1].
Vers 2014, Amaury a rencontré un réalisateur qui, enthousiasmé par son travail d'auteur et de compositeur, lui a proposé de mettre en musique son court-métrage,à la suite de quoi il a décidé de se concentrer sur la musique de film... Depuis, il a travaillé sur plus de 120 projets, y compris des spots publicitaires, des courts métrages, des séries télévisées, des longs métrages, etc. qui ont reçu des prix internationaux.
En 2022, Amaury a enregistré la bande originale du film « TOTEM “ avec l”Orchestre Philharmonique de Cape Town en Afrique du Sud[2][3].

## Style musical
Son style peut être décrit comme organique, chaleureux et éclectique. Sa formation littéraire et son experience d'auteur-compositeur lui permet de mieux comprendre le sous-texte et d'écrire des chansons.

## Filmographie
- Atomic Puppet[1] (Fernsehserie, 2016), Technicolor / Gaumont Animations / Mercury Filmworks
- 3 Jours a Quiberon (Emily Atef, 2017) [Musique Additionelle - Score de Julian Maas & Christopher Kaiser]
- Das Leben Vor Mir (Anna Justice, 2018) [LeitwolfFilmProduktions/NDR]
- Princess Emmy (Piet De Rycker, 2018), Studio 100/Red Kite Animations/AnimationsFabrik
- Willi und die Wunderkröte (Markus Dietrich, 2021), Filmtank
- TOTEM[2] (Sander Burger, 2022), Volya Films / LeitwolfFilmProduktions
- Elli et l' equipe des monstres (VO  Elli and the monster team ) (Jesper Møller, Jens Møller, Piet De Rycker, 2024), Eagle Eye Filmproduction, Traumhaus Films, Carpe Diem TV.
- La Belle Affaire[3],[4]( VO Zwei zu eins) (Natja Brunckhorst, 2024)

## Discographie
- Two To One – Soundtrack, 2024 ( Moviescore Media[5])[6]
- Elli and Her Monster Team – Soundtrack, 2024[7],[8],[9]
- TOTEM – Soundtrack, 2023[10],[11]
- Willi und die Wunderkröte – Soundtrack, 2022
- 34 Days in Lockdown (Distrokids), 2020[12],[13]
- Princess Emmy – Soundtrack, 2019
- Das Leben Vor Mir – Soundtrack, 2018

## Récompenses
- Prix Allemand de la meilleure musique de film,  Meine Totemtier und Ich, 2024[14]
- Meilleur compositeur de l'année, Yucca Valley Film Festival, Elli and Her Monster Team, 2024[15]
- London International awards, silver, meilleure adaptation musicale, Netto Katzen, 2017